# المعادل 3
المعادل 3 (بالإنجليزية: The Equalizer 3)‏ هو فيلم أكشن أمريكي قادم من إخراج أنطوان فوكوا وبطولة دنزل واشنطن وداكوتا فانينغ، صدر يوم 1 سبتمبر 2023.

## روابط خارجية
المعادل 3 على موقع IMDb (الإنجليزية)
- المعادل 3 على موقع ميتاكريتيك (الإنجليزية)
- المعادل 3 على موقع روتن توميتوز (الإنجليزية)
- المعادل 3 على موقع ألو سيني (الفرنسية)
- المعادل 3 على موقع فيلمافينيتي (الإسبانية)
- المعادل 3 على موقع قاعدة بيانات الأفلام السويدية (السويدية)
- المعادل 3 على موقع قاعدة بيانات الفيلم (الإنجليزية)
- المعادل 3 على موقع ليتربوكسد (الإنجليزية)
- المعادل 3 على موقع كينوبويسك (الروسية)